# Xylophrurus sitkensis
Xylophrurus sitkensis är en stekelart som först beskrevs av William Harris Ashmead 1902.  Xylophrurus sitkensis ingår i släktet Xylophrurus och familjen brokparasitsteklar. Inga underarter finns listade i Catalogue of Life.